# Астрапія
Астрапія (Astrapia) — рід горобцеподібних птахів родини дивоптахових (Paradisaeidae). Містить 5 видів.

## Поширення
Ендеміки Нової Гвінеї. Мешкають у гірських дощових та хмарних лісах.

## Опис
Тіло завдовжки 32-40 см. У самців є довгий хвіст, який може сягати до 90 см завдовжки. Самці мають блискуче чорне оперення з білими грудьми, де часто є ділянки яскравого кольору (зелений, синій або помаранчевий залежно від виду). На голові є великий чубчик. Самиці мають простіше маскувальне забарвлення, з коротшим хвостом та без чубчика.

## Види
- Астрапія чорна (Astrapia nigra)
- Астрапія ошатна (Astrapia splendidissima)
- Астрапія білохвоста (Astrapia mayeri)
- Астрапія принцесова (Astrapia stephaniae)
- Астрапія зеленогруда (Astrapia rothschildi)